# 懷特利斯堡 (特拉華州)
懷特利斯堡（英語：Whiteleysburg）是位於美國特拉華州肯特縣的一個非建制地區。該地的面積和人口皆未知。

## 地理
懷特利斯堡的座標為38°57′27″N 75°43′54″W / 38.95750°N 75.73167°W，而該地的平均海拔高度為19米（即62英尺）。